# 伊藤由樹美
伊藤 由樹美（いとう ゆきみ、1984年2月18日 - ）は、日本の女性ナレーター。山口県出身。身長163cm。所属事務所はキャラ。

## 人物
- 大阪スクールオブミュージック専門学校卒業。

## 出演

### 番組ナレーション
- 千葉テレビ・TOKYO MX「そこウサ」
- KBS京都「旬感☆きょうと府」
- GAORA「ぷちトラ!検定」
- J：COM「8時です!生放送!!木曜です」
- sUN「満天市場」

### ラジオドラマ
- RSK夕焼けの向こう(健太)

### CMナレーション
- フェリシモ
- 牛乳石鹸
- ユーポス
- 大原学園
- シゲマツ
- MKグループ
- テイジン
- セガミグループ
- KTVオンラインモール(スポット)
- 大阪ペピイ動物看護専門学校
- 和歌山マリーナシティ
- トヨタカローラ岡山
- キューサイ
- 永和信用金庫

### VPナレーション
- 大阪科学技術センター
- 京セラソーラーコーポレーション
- 千趣会
- 平和堂
- SK-Ⅱ
- JR西日本
- コープ共済
- アグリテクノ矢崎
- サカエ産業
- 一富士フードサービス
- 大阪商業大学
- キンレイ
- ワダカルシウム
- ゴーセン
- ハーマン
- Hitz日立造船
- アイロップ
- 王子製紙
- アドバンスクリエイト
- 大阪シーリング印刷
- 加古郡リサイクルプラザ
- with×うめだ阪急

### その他
- 店頭CM
  - asics
  - エレコムロジテック
  - クレオ

- 街内放送
  - 心斎橋筋商店街

- 館内展示物
  - 海遊館(ニンテンドーDSガイド)

- デジタルパンフレット
  - HIS